# Championnat du pays de Galles de football 1995-1996
Navigation
Édition précédente Édition suivante
La 4e édition du championnat du pays de Galles de football est remportée par le Barry Town Football Club. C’est son 1er titre de champion, obtenu pour sa deuxième année dans l’élite galloise. Barry Town l’emporte avec 17 points d’avance sur le Newtown AFC. Le Conwy United Football Club complète le podium.
Le système de promotion/relégation reste en place : descente et montée automatique pour les deux derniers de première division et les deux premiers de deuxième division : Afan Lido Football Club et Llanelli AFC descendent en deuxième division. Il est remplacé pour la saison 1996-1997 par Welshpool Town et Carmarthen Town.

## Les clubs de l'édition 1995-1996
| \| Aberystwyth Town Afan Lido Bangor City Caersws FC Connah's Quay Nomads Conwy United Inter Cardiff Cwmbran Town Ebbw Vale FC Flint Town United Holywell Town Llanelli AFC Newtown AFC Porthmadog FC Welshpool Town TNS Llansantffraid [[Ton Pentre]] Rhyl FC Barry Town Briton Ferry Athletic Cemaes Bay Caernarfon Town \| Localisation des clubs engagés dans le championnat. |
| Aberystwyth Town Afan Lido Bangor City Caersws FC Connah's Quay Nomads Conwy United Inter Cardiff Cwmbran Town Ebbw Vale FC Flint Town United Holywell Town Llanelli AFC Newtown AFC Porthmadog FC Welshpool Town TNS Llansantffraid [[Ton Pentre]] Rhyl FC Barry Town Briton Ferry Athletic Cemaes Bay Caernarfon Town                                                           |

| Club                                 | Stade              | Capacité | Ville                     |
| ------------------------------------ | ------------------ | -------- | ------------------------- |
| Aberystwyth Town Football Club       | Park Avenue Ground | 2100     | Aberystwyth               |
| Afan Lido Football Club              | -                  | -        | Aberavon                  |
| Bangor City Football Club            | Farrar Road        | 1500     | Bangor                    |
| Barry Town Football Club             | Jenner Park        | 2500     | Barry                     |
| Briton Ferry Athletic Football Club  | -                  | -        | Briton Ferry              |
| Caersws Football Club                | -                  | -        | Caersws                   |
| UWIC Inter Cardiff Football Club     | -                  | -        | Cardiff                   |
| Cemaes Bay Football Club             | -                  | -        | Cemaes                    |
| Connah's Quay Nomads Football Club   | Halfway Ground     | 3000     | Connah's Quay             |
| Conwy United Football Club           | -                  | -        | Conwy                     |
| Cwmbran Town Football Club           | -                  | -        | Cwmbran                   |
| Ebbw Vale Association Football Club  | -                  | -        | Ebbw Vale                 |
| Flint Town United Football Club      | -                  | -        | Flint                     |
| Holywell Football Club               | -                  | -        | Holywell                  |
| Llanelli Association Football Club   | Stebonheath Park   | 3700     | Llanelli                  |
| Newtown Association Football Club    | Latham Park        | 4300     | Newtown                   |
| Porthmadog Football Club             | Y Traeth           | 4000     | Porthmadog                |
| Rhyl Football Club                   | Belle Vue          | 4000     | Rhyl                      |
| Ton Pentre Association Football Club | Ynys Park          | 2700     | Ton Pentre                |
| TNS Llansantffraid                   | Recreation Ground  | 2000     | Llansantffraid-ym-Mechain |

## Compétition

### Classement
Le classement est établi sur le barème de points classique (victoire à 3 points, match nul à 1, défaite à 0).
| Rang | Équipe                    | Pts | J  | G  | N  | P  | Bp  | Bc | Diff |
| ---- | ------------------------- | --- | -- | -- | -- | -- | --- | -- | ---- |
| 1    | Barry Town                | 97  | 40 | 30 | 7  | 3  | 92  | 23 | +69  |
| 2    | Newtown AFC               | 80  | 40 | 23 | 11 | 6  | 69  | 25 | +44  |
| 3    | Conwy United              | 76  | 40 | 21 | 13 | 6  | 101 | 58 | +43  |
| 4    | Bangor City T             | 69  | 40 | 21 | 6  | 13 | 72  | 65 | +7   |
| 5    | Flint Town United         | 66  | 40 | 19 | 9  | 12 | 76  | 57 | +19  |
| 6    | Caernarfon Town P         | 61  | 40 | 16 | 13 | 11 | 77  | 59 | +18  |
| 7    | Cwmbran Town              | 57  | 40 | 14 | 15 | 11 | 58  | 49 | +9   |
| 8    | Caersws FC                | 55  | 40 | 15 | 10 | 15 | 81  | 95 | -14  |
| 9    | Inter Cardiff             | 54  | 40 | 14 | 12 | 14 | 62  | 62 | 0    |
| 10   | Connah's Quay Nomads      | 53  | 40 | 13 | 14 | 13 | 68  | 63 | +5   |
| 11   | Ebbw Vale                 | 53  | 40 | 14 | 11 | 15 | 59  | 56 | +3   |
| 12   | TNS Llansantffraid        | 52  | 40 | 14 | 10 | 16 | 66  | 57 | +9   |
| 13   | Porthmadog FC             | 50  | 40 | 13 | 11 | 16 | 56  | 62 | -6   |
| 14   | Aberystwyth Town          | 48  | 40 | 13 | 9  | 18 | 60  | 68 | -8   |
| 15   | Cemaes Bay (P)            | 46  | 40 | 13 | 7  | 20 | 63  | 80 | -17  |
| 16   | Holywell Town             | 43  | 40 | 12 | 7  | 21 | 53  | 74 | -21  |
| 17   | Briton Ferry Athletic (P) | 42  | 40 | 11 | 9  | 20 | 64  | 91 | -27  |
| 18   | Rhyl FC                   | 42  | 40 | 11 | 9  | 20 | 47  | 83 | -36  |
| 19   | Ton Pentre                | 40  | 40 | 8  | 16 | 16 | 46  | 65 | -19  |
| 20   | Afan Lido                 | 36  | 40 | 9  | 9  | 22 | 33  | 71 | -38  |
| 21   | Llanelli AFC              | 31  | 40 | 7  | 10 | 23 | 48  | 88 | -40  |

| Légende : Qualifications et relégations | Légende : Qualifications et relégations                                                       |
| --------------------------------------- | --------------------------------------------------------------------------------------------- |
|                                         | Coupe UEFA 1996-1997                                                                          |
|                                         | Relégation en deuxième division                                                               |
|                                         | (T) : Tenant du titre (C) : Vainqueurs de la Coupe du pays de Galles de football (P) : Promus |

## Bilan de la saison
| Championnat du pays de Galles de football 1995-1996 |                                       |
| Champion                                            | Barry Town (2e titre)                 |
| Qualifications continentales                        |                                       |
| Ligue des champions 1996-1997                       | Aucun club qualifié                   |
| Coupe des Coupes 1996-1997                          | The New Saints Football Club          |
| Coupe UEFA 1996-1997                                | Barry Town                            |
| Coupe UEFA 1996-1997                                | Newtown AFC                           |
| Promotions et relégations                           |                                       |
| Promus en Premier League                            | Welshpool Town (Cymru Alliance Sud)   |
| Promus en Premier League                            | Carmarthen Town (Cymru Alliance Nord) |
| Relégués en Division One                            | Afan Lido                             |
| Relégués en Division One                            | Llanelli AFC                          |